# Бандитска приказка
„Бандитска приказка“ е български телевизионен игрален филм (приказка, драма) от 1993 година по сценарий и режисура на Димитър Шарков. Оператор е Марин Карамфилов, а музиката е на Владимир Тотев-Валди. Художник Александър Лудколев. 

## Актьорски състав
| В главните роли       | Изпълнител        |
| --------------------- | ----------------- |
| младия Вагабондо      | Ивайло Христов    |
| разбойникът Вагабондо | Пламен Сираков    |
| учителка по музика    | Татяна Лолова     |
| кървавият Чепелка     | Никола Анастасов  |
| „Зъбльото“, бандит    | Николай Урумов    |
|                       | Валери Дренников  |
|                       | Владимир Йочев    |
|                       | Добри Добрев      |
|                       | Димитър Марин     |
|                       | Милена Панайотова |
|                       | Димитър Стоянов   |
| отецът                | Петър Петров      |
| отецът                | Димитър Георгиев  |